# Stacje polarne w Antarktyce
     całoroczne stacje polarne
     letnie stacje polarne
     obozy
     schronienia

Placówki badawcze w Antarktyce według wykazu COMNAP z 2015 r.
całoroczne stacje polarne
letnie stacje polarne
obozy
schronienia

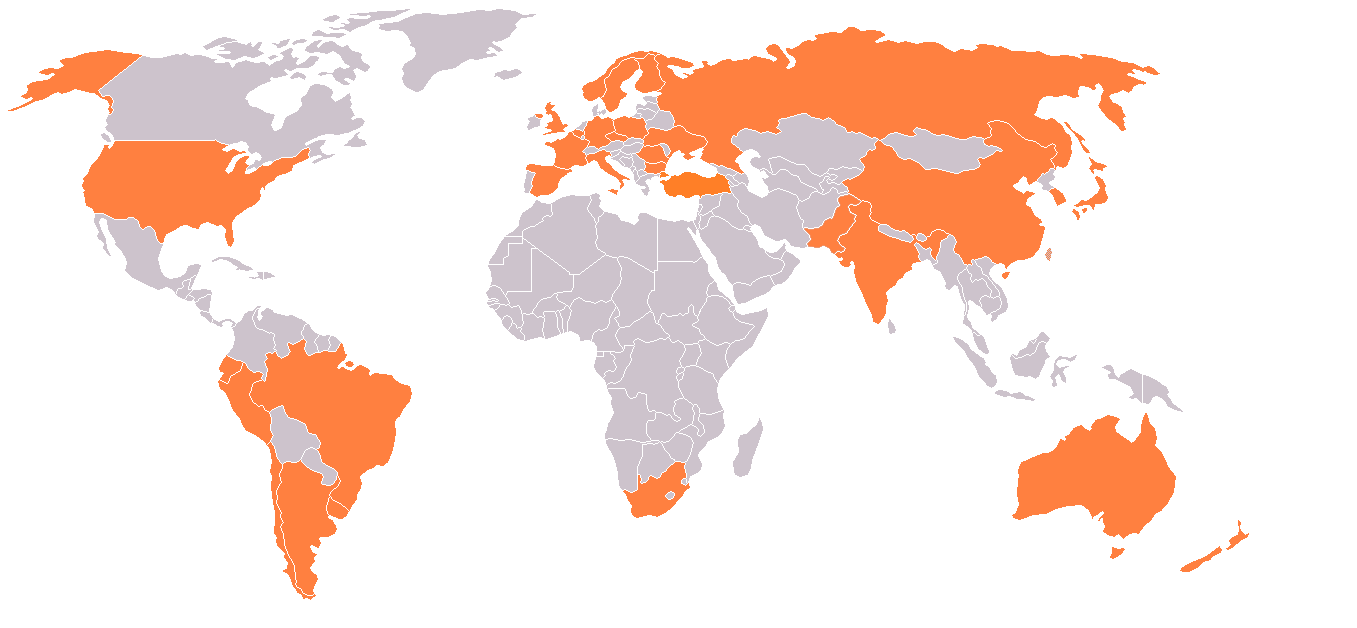
Państwa, które posiadają przynajmniej jedną stację badawczą na Antarktydzie

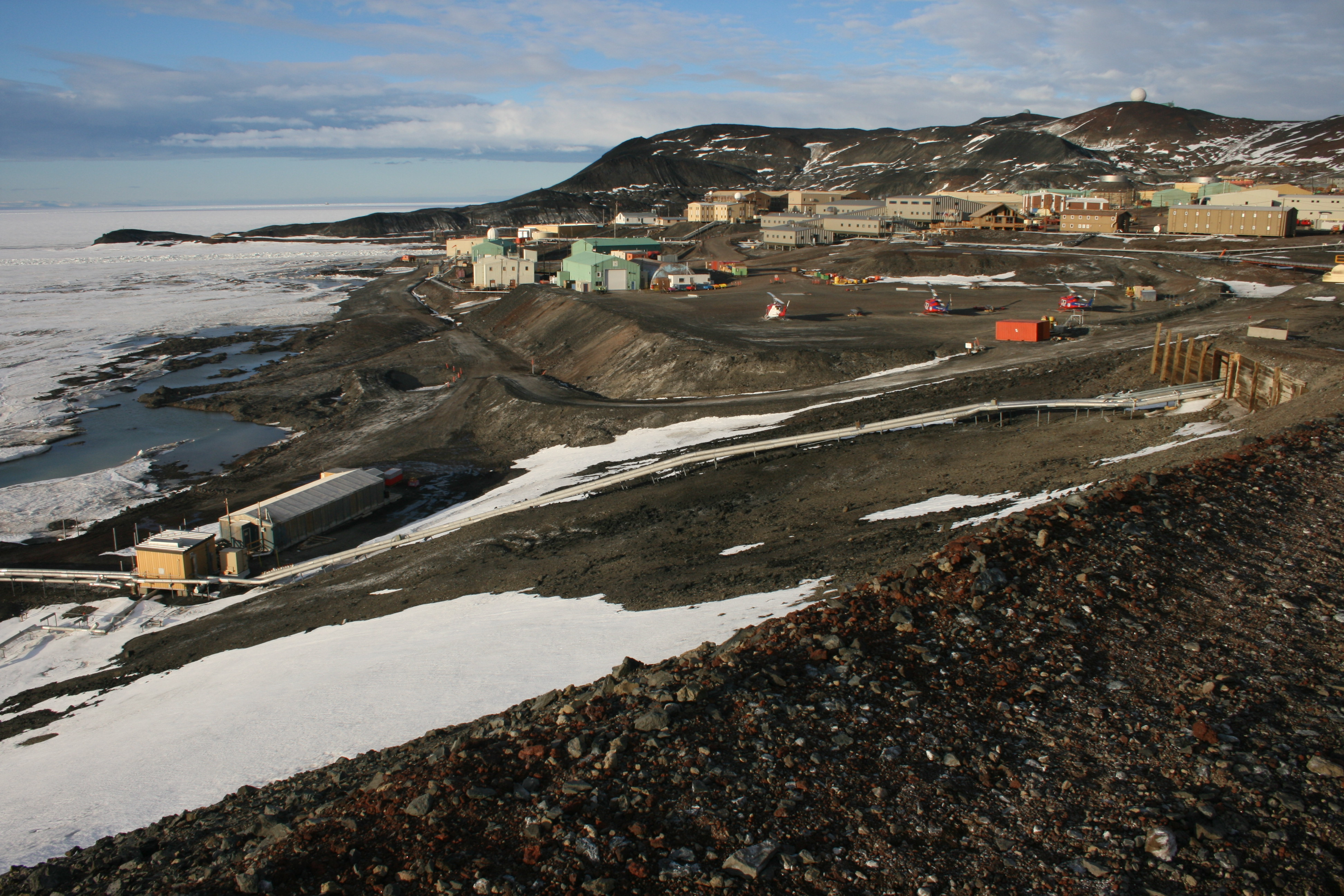
Amerykańska stacja antarktyczna McMurdo, największa na kontynencie, mogąca pomieścić nawet 1000 osób

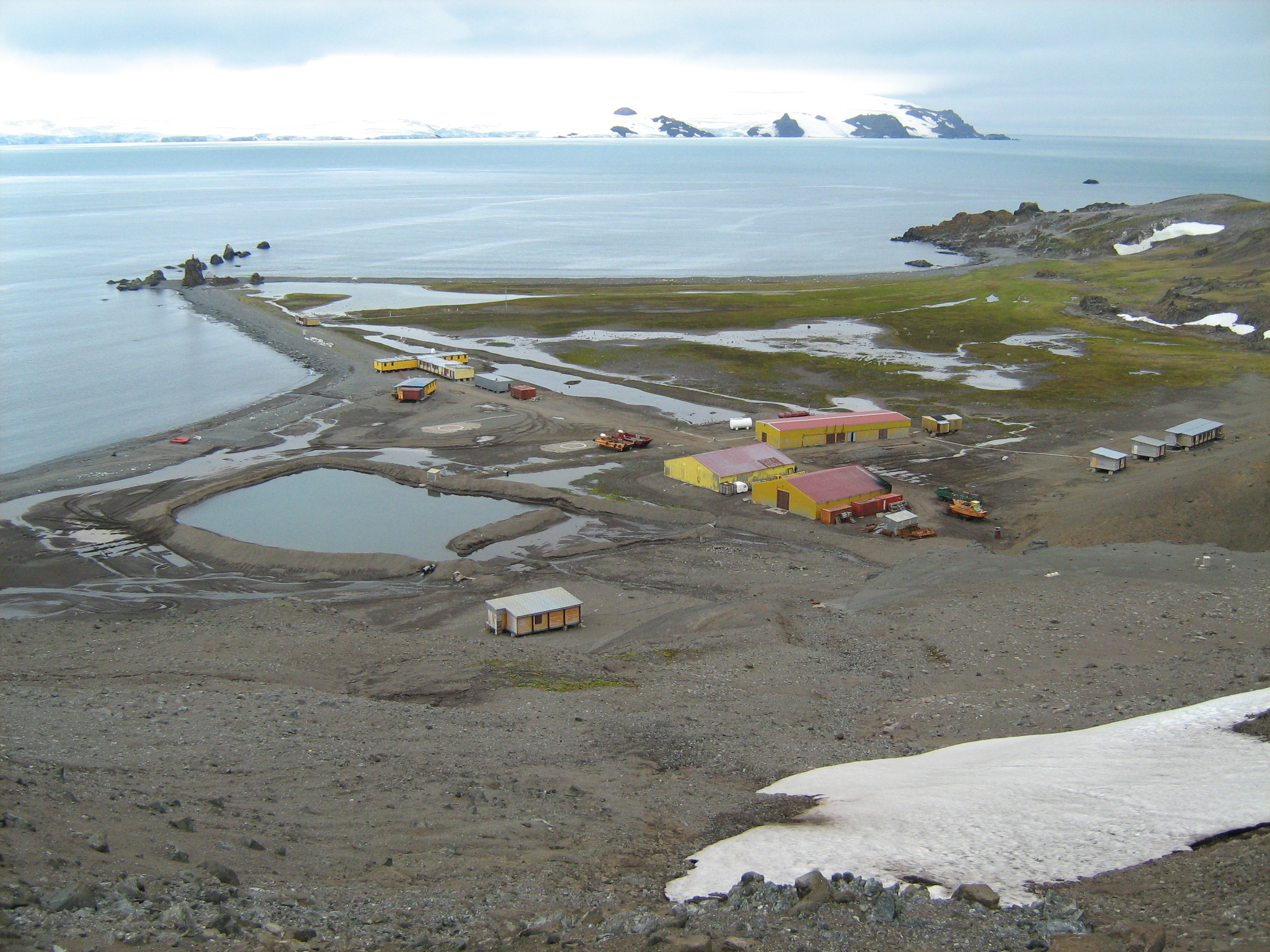
Polska stacja im. Henryka Arctowskiego na Wyspie Króla Jerzego

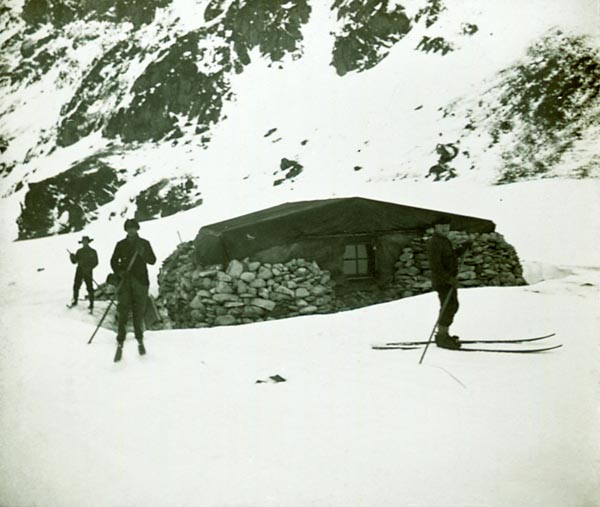
„Omond House” – pierwsza stacja badawcza w Antarktyce

Stacje polarne w Antarktyce – placówki badawcze założone przez różne państwa w Antarktyce. Stacje te składają się głównie z kontenerów badawczych i mieszkalnych oraz własnego źródła energii (generatora prądu). Do stacji polarnych zalicza się wszystkie stacje działające w ramach Komitetu Naukowego Badań Antarktycznych (SCAR, ang. Scientific Committee on Antarctic Research). Stacje rozmieszczone są na samym kontynencie oraz na wyspach Antarktyki.
Obecnie istnieje 40 całorocznych i 41 stacji czynnych tylko latem, a ponadto placówki dające bardziej ograniczone możliwości bytowe i mniej wygód, klasyfikowane jako obozy i schronienia. Lista Rady Menadżerów Narodowych Programów Antarktycznych (COMNAP, ang. Council of Managers of National Antarctic Programs) wymienia wśród „głównych placówek” 14 obozów i 2 schronienia.
W sezonie zimowym półkuli południowej czerwiec – sierpień 2004 roku w stacjach polarnych przebywało 1028 osób personelu, a w sezonie letnim od grudnia 2004 do lutego 2005 – 3822 osób.

## Państwa posiadające stacje polarne w Antarktyce
Stacje, i/lub okresowo czynne obozy, posiadają następujące państwa (2016):
| Państwo           | Stacje i/lub obozy | Stacje i/lub obozy | Populacja | Populacja |
| Państwo           | Całoroczne         | Lato               | Zimą      | Max.      |
| ----------------- | ------------------ | ------------------ | --------- | --------- |
| Argentyna         | 6                  | 7                  | 176       | 660       |
| Australia         | 3                  | 1                  | 62        | 200       |
| Belgia            |                    | 1                  |           | 40        |
| Brazylia          | 1                  |                    | 15        | 66        |
| Bułgaria          |                    | 1                  |           | 22        |
| Chile             | 5                  | 7                  | 105       | 311       |
| ChRL              | 2                  | 2                  | 31        | 148       |
| Czechy            |                    | 1                  |           | 20        |
| Ekwador           |                    | 2                  |           | 26        |
| Finlandia         |                    | 1                  |           | 17        |
| Francja           | 2¹                 | 1                  | 39        | 200       |
| Hiszpania         |                    | 3                  |           | 98        |
| Indie             | 2                  | 1                  | 40        | 65        |
| Japonia           | 1                  | 3                  | 28        | 125       |
| Korea Południowa  | 2                  |                    | 38        | 123       |
| Niemcy            | 1                  | 4                  | 15        | 147       |
| Nowa Zelandia     | 1                  |                    | 10        | 85        |
| Norwegia          | 1                  | 1                  | 7         | 77        |
| Peru              |                    | 1                  |           | 28        |
| Polska            | 2                  |                    | 12        | 40        |
| Południowa Afryka | 1                  |                    | 10        | 80        |
| Rosja             | 5                  | 7                  | 88        | 375       |
| Stany Zjednoczone | 3                  | 3                  | 215       | 1399      |
| Szwecja           |                    | 1                  |           | 20        |
| Ukraina           | 1                  |                    | 12        | 24        |
| Urugwaj           | 1                  | 1                  | 8         | 70        |
| Wielka Brytania   | 2                  | 3                  | 44        | 223       |
| Włochy            | 1¹                 | 4                  |           | 120       |

¹ jedna wspólna francusko-włoska

## Alfabetyczny wykaz stacji całorocznych

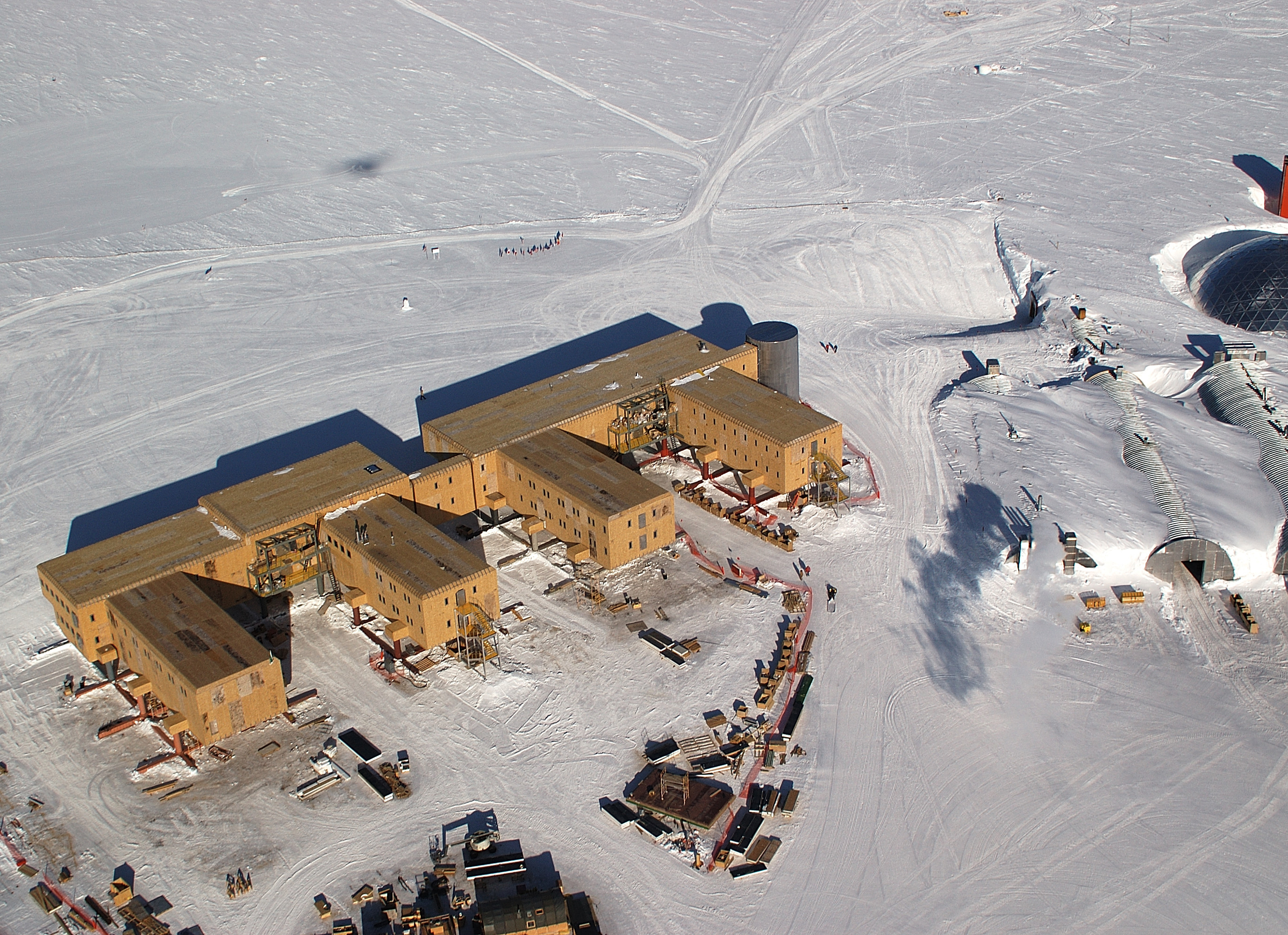
Amerykańska stacja Amundsen-Scott na biegunie południowym

- Amundsen-Scott (Amundsen-Scott South Pole Station) – amerykańska; 89°59'51"S 139°16'22"
- Arctowski (Polska Stacja Antarktyczna im. Henryka Arctowskiego) – polska na Wyspie Króla Jerzego; 62°09'34"S 58°28'15"W
- Artigas (Base Artigas) – urugwajska na Wyspie Króla Jerzego; 62°11'04"S 58°54'09"W
- Arturo Prat (Base Naval Antartica Capitán Arturo Prat) – chilijska; 62°30'00"S 59°41'00"W
- Belgrano II (Base Antártica Belgrano II) – argentyńska; 77°52'29"S 34°37'37"W
- Bellingshausen (naucznaja stancyja Biellinsgauzien) – rosyjska na Wyspie Króla Jerzego; 62°11'47"S 58°57'39"W
- Bernardo O’Higgins (Base General Bernardo O’Higgins Riquelme) – chilijska; 63°19'15"S 57°54'01"W
- Bharati – indyjska; 69°24'28"S 76°11'14"E
- Carlini (Base Antártica Carlini, dawniej: Jubany) – argentyńska na Wyspie Króla Jerzego; 62°14'16"S 58°39'52"W
- Casey – australijska; 66°17'00"S 110°31'11"E
- Comandante Ferraz – brazylijska na Wyspie Króla Jerzego; 62°05'00"S 58°23'28"W
- Concordia – francusko-włoska; 72°06'06"S 123°23'43"E
- Davis – australijska; 68°34'38"S 77°58'21"E
- Dumont d’Urville – francuska; 66°39'46"S 140°00'05"E
- Eduardo Frei Montalva (Base Aera Presidente Eduardo Frei Montalva) – chilijska na Wyspie Króla Jerzego; 62°12'00"S 58°57'51"W
  - Villa Las Estrellas – miejscowość stanowiąca część tej bazy
- Esperanza (Base Antártica Esperanza) – argentyńska; 63°23'42"S 56°59'46"W
- Halley – brytyjska; 75°34'54"S 26°32'28"W
- Jang Bogo – południowokoreańska; 74°37′0″S 164°12′5″E
- Julio Escudero (Base Profesor Julio Escudero) – chilijska; 62°12'04"S 58°57'45"W
- King Sejong – południowokoreańska na Wyspie Króla Jerzego; 62°13'24"S 58°47'21"W
- Maitri – indyjska; 70°45'57"S 11°44'09"E
- Marambio (Base Antártica Marambio) – argentyńska; 64°14'42"S 56°39'25"W
- Mawson – australijska; 67°36'17"S 62°52'15"E
- McMurdo (McMurdo Station) – amerykańska; 77°50'53"S 166°40'06"E
- Mirnyj (naucznaja stancyja Mirnyj) – rosyjska; 66°33'07"S 93°00'53"E
- Neumayer III (Georg von Neumayer) – niemiecka; 70°38'00"S 08°15'48"W
- Nowołazariewskaja (naucznaja stancyja Nowołazariewskaja) – rosyjska; 70°46'26"S 11°51'54"E
- Orcadas (Base Antártica Orcadas) – argentyńska na Orkadach Południowych; 60°44'20"S 44°44'17"W
- Palmer (Palmer Station) – amerykańska; 64°46'30"S 64°03'04"W
- Progress (naucznaja stancyja Progress) – rosyjska; 69°22'44"S 76°23'13"E
- Rothera – brytyjska; 67°34'10"S 68°07'12"W
- San Martin (Base Antártica San Martín) – argentyńska; 68°07'47"S 67°06'12"W
- SANAE IV (South African National Antarctic Expeditions IV) – południowoafrykańska; 71°40'25"S 02°49'44"W
- Scott Base – nowozelandzka; 77°51'00"S 166°45'46"E
- Syowa – japońska; 69°00'25"S 39°35'01"E
- Troll – norweska; 72°00'07"S 02°32'02"E
- Wielki Mur (Great Wall; Chang Cheng) – chińska; 62°12'59"S 58°57'44"W
- Wiernadski (Akademik Wernadśkyj) – ukraińska; 65°14'43"S 64°15'24"W
- Wostok (naucznaja stancyja Wostok) – rosyjska; 78°28'00"S 106°48'00"E
- Zhongshan – chińska; 69°22'16"S 76°23'13"E

## Wybrane stacje czynne tylko w sezonie letnim
- Aboa – fińska; 73°03′S, 13°25′W

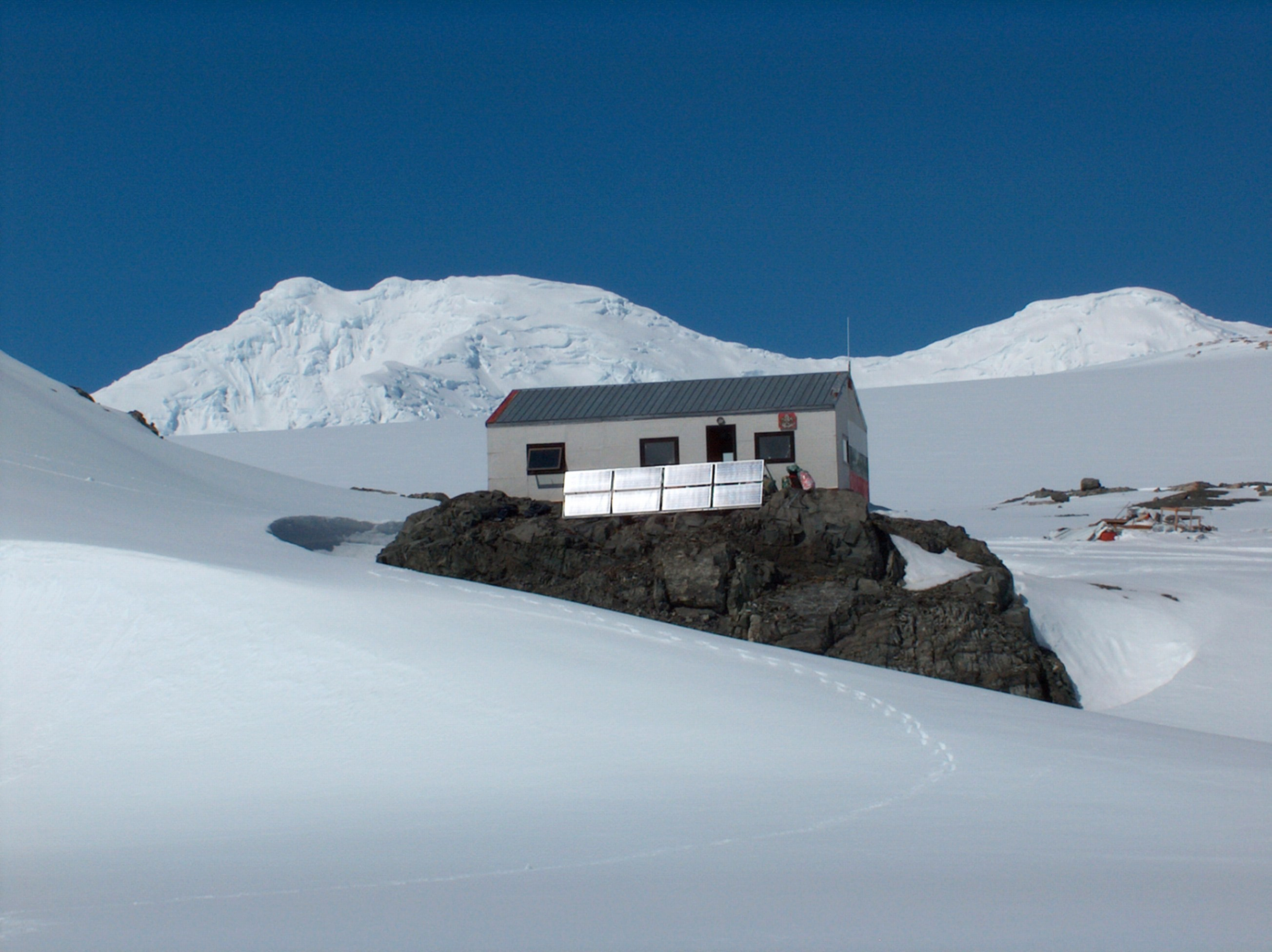
Bułgarska stacja im. św. Klimenta Ochrydzkiego na Wyspie Livingstona

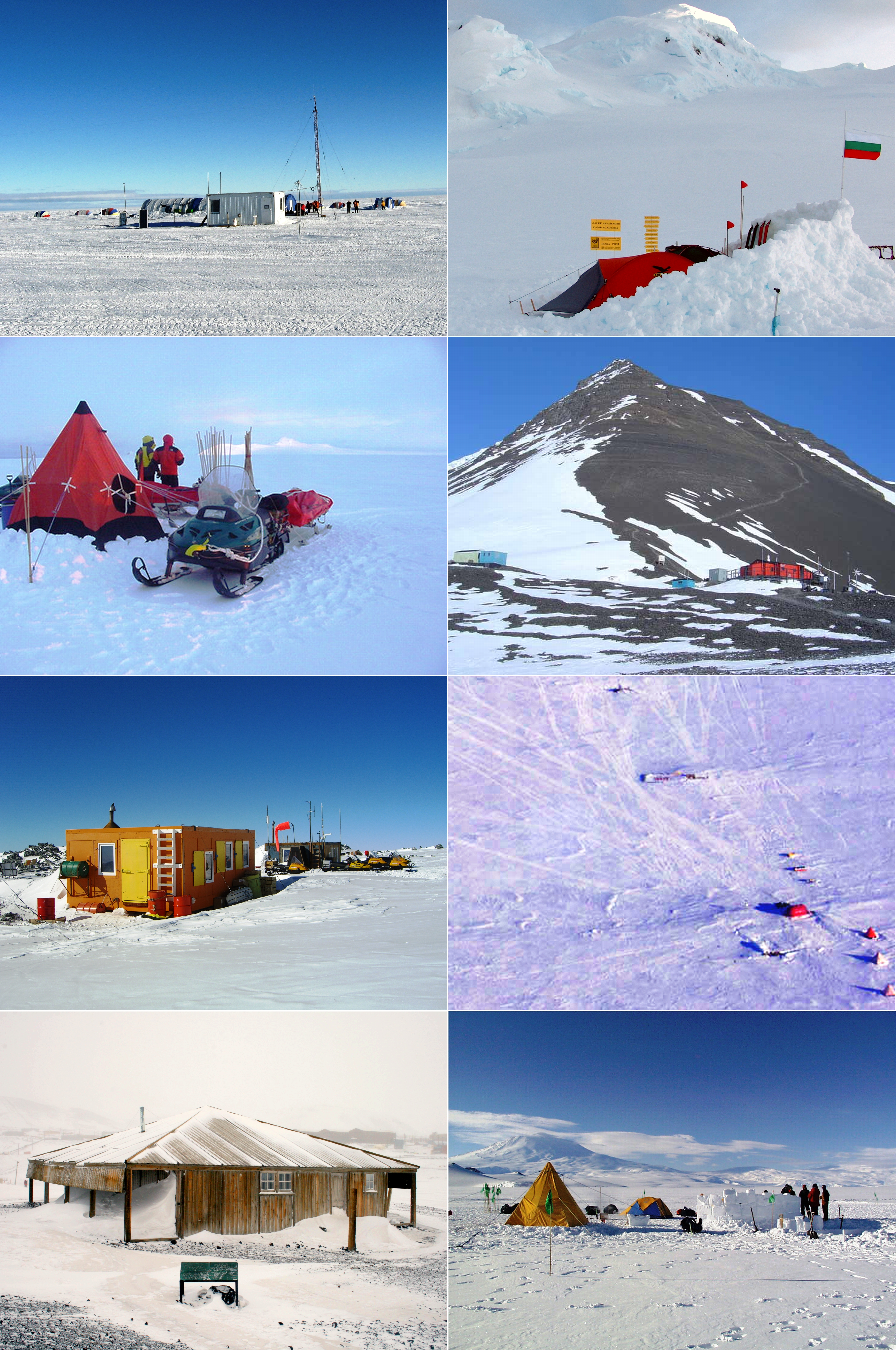
Obozy terenowe w Antarktyce. Zgodnie z ruchem wskazówek zegara: Patriot Hills, Academia, Fossil Bluff, Sky Blu, Erebus, chata Scotta (z drugiej dekady XX wieku), dolny obóz Erebus, Casanovas.

- Brown – argentyńska; 64°53′S, 62°53′W
- Dome Fuji – japońska (tymczasowo zamknięta); 77°19,02'S 39°42,20'E
- Gabriel de Castilla – hiszpańska; 62°58′S, 60°41′W
- Juan Carlos I – hiszpańska;  62°39′S, 60°23′W
- Kliment Ochridski – bułgarska na Wyspie Livingstona; 62°38'29"S 60°21'53"W
- Kohnen – niemiecka; 75°00'S 0°04'E
- Machu Picchu – peruwiańska; 62°05.4′S, 58°28.1′W
- Maldonado – ekwadorska; 62°26.96'S 59°44.54'W
- Mario Zucchelli – włoska; 74°42′S, 164°07′E
- Mendel – czeska; 63°48′S, 57°52′W
- Signy Research Station – brytyjska na Orkadach Południowych; 60°43'S 45°36'W
- Teniente Luis Carvajal Villaroel – chilijska na Wyspie Adelajdy; 67°46′S, 68°55′W
- Wasa – szwedzka; 73°03′S, 13°25′W

### Obozy i schronienia
- australijskie: Wilkins Aerodrome
- amerykańskie: Marble Point Heliport, Odell Glacier Camp, Siple Dome
- brytyjskie: Fossil Bluff, Sky Blu
- chilijski: Lieutenant Rodolfo Marsh M. Aerodrome
- chiński: Taishan
- czeskie: Eco-Nelson
- ekwadorskie: Refugio Ecuador (Vicente)
- francuski: Cap Prud'homme
- polska: Dobrowolski. Sporadycznie czynna, wyremontowana,  oficjalnie wznowiona 23 stycznia 2022
- norweskie: Tor
- włoskie: Browning Pass, Enigma Lake, Mid Point

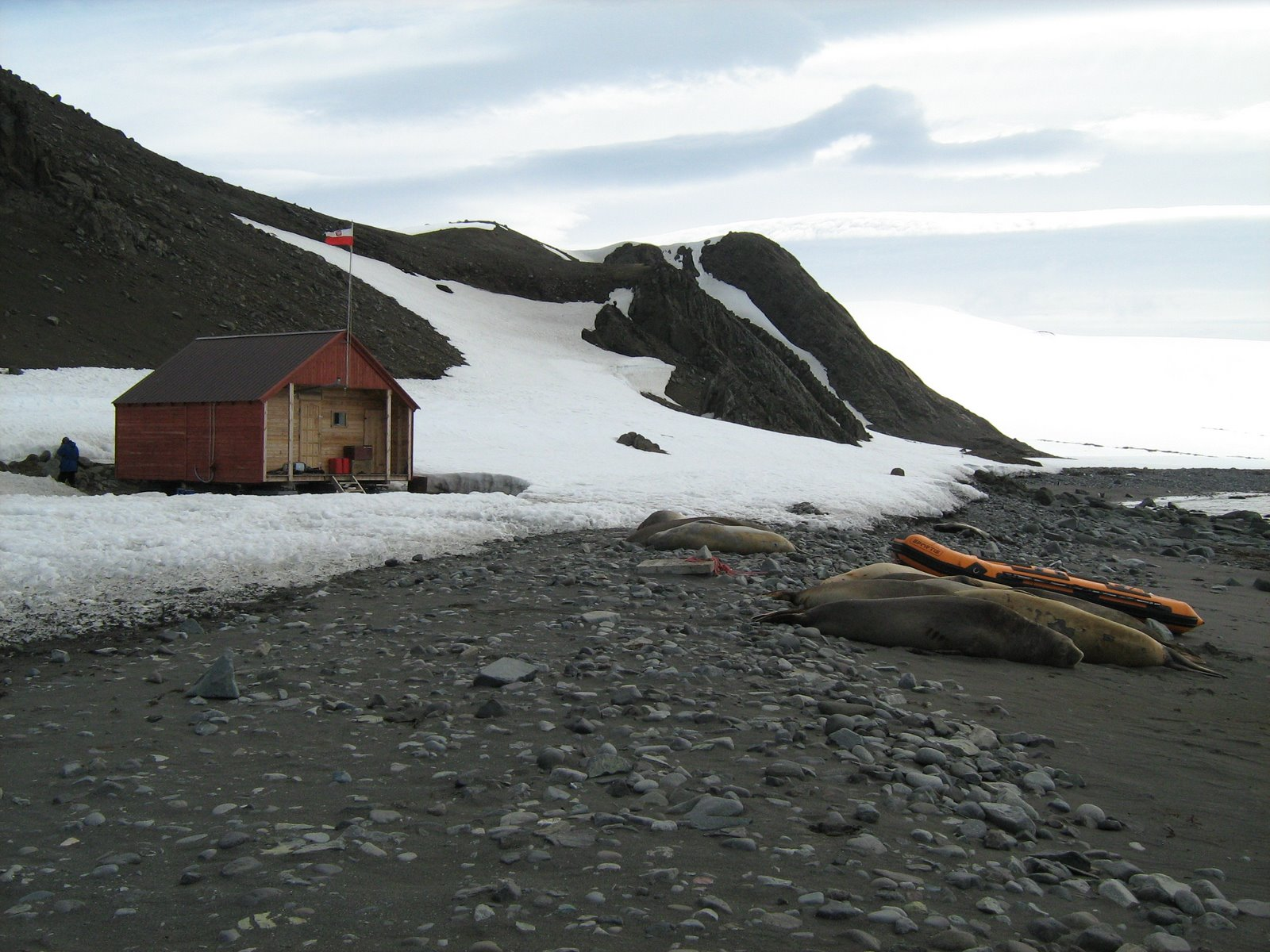
Taturowa Chata

Ponadto na kontynencie i wyspach znajdują się mniejsze chatki (schronienia, z ang. „refugia”) używane w pracach terenowych, przynależne do większych stacji, takie jak Taturowa Chata na wyspie Króla Jerzego, będąca w dyspozycji personelu stacji im. Arctowskiego.

## Stacje nieczynne i zlikwidowane
- amerykańskie: Byrd, Pieter Lenie, Siple
  - amerykańsko-argentyńska: Ellsworth
  - amerykańsko-nowozelandzka: Hallett
- australijska: Edgeworth David Base[2]
  - australijsko-rumuńska: Law-Racoviță-Negoiță
- indyjska: Dakshin Gangotri
- japońska: Mizuho
- nowozelandzka: Vanda
- pakistańska: Jinnah
- radzieckie: Biegun niedostępności, Komsomolskaja, Pionierskaja, Sowietskaja
- szwedzka: Svea
- wschodnioniemiecka: Georg Forster
- Greenpeace: World Park Base